# Das seltsame Leben des Herrn Bruggs
Das seltsame Leben des Herrn Bruggs ist ein deutscher Spielfilm aus dem Jahr 1951. In Österreich erschien er unter dem Titel Papa Bruggs.

## Handlung
Eberhard Bruggs ist der Herrscher über ein Industrieimperium. Der einfache Mann hatte sich hochgearbeitet vom Schlosserlehrling, und nun tanzt alles nach seiner Pfeife. Bruggs hat sich jedoch nie an seine hohe Stellung gewöhnt, und die sogenannte bessere Gesellschaft ist ihm zuwider. Während seine Familie sich völlig angepasst hat, führt Eberhard ein Doppelleben. An seinen freien Tagen mischt er sich inkognito unters Volk. Hier ist er unter Menschen, die er versteht und denen er helfen kann.
Problematisch wird sein Leben erst, als er in seinem Exil einmal schwer erkrankt und in seinem Werk Schwierigkeiten auftreten, wodurch sein Doppelleben auffliegt. Seine Familie erkennt nun, was ihm wirklich fehlt und nimmt sich um ihn an, so dass er künftig keine zweite Identität mehr nötig hat. 

## Hintergrund
Regisseur Erich Engel hatte bereits 1945 versucht, diesen Stoff mit Emil Jannings unter dem Titel Wo ist Herr Belling? zu verfilmen. Der Film konnte jedoch kurz vor Kriegsende nicht fertiggestellt werden.
Das seltsame Leben des Herrn Bruggs wurde in den Ateliers der Bavaria Film in Geiselgasteig, im Hotel Bayerischer Hof und im Bundesbahnausbesserungswerk Freimann gedreht. Die Bauten schufen Rudolf Pfenninger und Max Seefelder, als Produktionsleiter fungierte Oskar Marion. Der Film erlebte seine Uraufführung am 10. August 1951 bei den Internationalen Filmfestspielen Berlin, wurde allerdings bei der Preisvergabe nicht berücksichtigt.

## Kritiken
Das Lexikon des internationalen Films befand: „Glatt inszenierte Familienschicksale ohne realistische Zeitbezüge.“
Adolf Heinzlmeier und Berndt Schulz nannten den Film im Lexikon „Filme im Fernsehen“ eine „routiniert inszenierte Aneinanderreihung von Unglaubwürdigkeiten“ und vergaben 1½ von 4 möglichen Sternen (= mäßig).
Der Film wurde auch als „[d]eutscher Durchschnitt“ beschrieben. Die subversiven Aspekte des Films wurden nicht gewürdigt.